# Tokyo Kid
Pour plus de détails, voir Fiche technique et Distribution.
Tokyo Kid (東京キッド, Tōkyō kiddo) est un film japonais en noir et blanc de 1950, film dramatique et comédie musicale réalisé par Torajirō Saitō.

## Fiche technique
- Titre : Tokyo Kid
- Titre original : 東京キッド (Tōkyō kiddo?)
- Réalisation : Torajirō Saitō
- Pays de production :  Japon
- Langue : japonais
- Durée : 81 minutes
- Date de sortie :
  - Japon : 9 septembre 1950[1]

## Distribution
- Hibari Misora : Mariko Tanimoto l'orpheline
- Haruhisa Kawata (川田晴久) : Sanpei le musicien des rues
- Shunji Sakai (堺駿二) : Shin-chan, l'ami de Sanpei
- Taeko Takasugi (高杉妙子)
- Ayuko Saijō (西條鮎子)
- Achako Hanabishi (花菱アチャコ) : Koichi Tanimoto, père de Mariko
- Ken’ichi Enomoto : le diseur de bonne aventure